# 褒城镇
褒城镇，是中华人民共和国陕西省汉中市勉县下辖的一个乡镇级行政单位。地处勉县东部，东与汉台区河东店镇毗邻，南与老道寺镇接壤，西与同沟寺镇相连，北邻留坝县青桥驿镇。
今天之褒城镇即为历史上的褒城縣管辖范围类似。

## 行政区划
褒城镇下辖以下地区：
连峰村、红庙寨村、红星村、柴寨村、联合村、邹寨村、金寨村、青沟村和堡子沟村。